# Hòa đàm Genève về Syria (2016)
Hòa đàm Genève về Syria là cuộc đàm phán dưới sự bảo trợ của Liên Hợp Quốc về vấn đề hòa bình tại Syria với hai cực là Chính phủ Syria và phe đối lập. Cuộc đàm phán này dự định sẽ tổ chức tại Genève, Thụy Sĩ, chính thức bắt đầu vào ngày 1 tháng 2 năm 2016 nhưng thực tế chưa bao giờ thực sự diễn ra vì bị đình chỉ vào ngày 3 tháng 2 năm 2016.